# David José Pineda
David José Pineda (ur. 18 marca 1998) – hiszpański lekkoatleta specjalizujący się w biegach płotkarskich i sprinterskich.

## Kariera sportowa
Na arenie międzynarodowej odniósł następujące sukcesy:
| Rok  | Miejsce  | Zawody                                            | Konkurencja       | Pozycja       | Wynik |
| ---- | -------- | ------------------------------------------------- | ----------------- | ------------- | ----- |
| 2017 | Grosseto | mistrzostwa Europy juniorów                       | bieg na 400 m ppł | brązowy medal | 50,41 |
| 2018 | Jesolo   | młodzieżowe mistrzostwa państw śródziemnomorskich | bieg na 400 m ppł | 4. miejsce    | 50,88 |

Brązowy medalista mistrzostw Hiszpanii w sztafecie 4 × 100 m (2019).

## Rekordy życiowe
- stadion

- bieg na 200 m – 21,70 (10 czerwca 2017, Burgos)
- bieg na 400 m – 48,28 (24 czerwca 2017, Valladolid)
- bieg na 400 m ppł – 50,41 (23 lipca 2017, Grosseto)

- hala

- bieg na 200 m – 21,78 (27 stycznia 2018, Salamanka)
- bieg na 400 m – 48,34 (2 lutego 2019, San Sebastián)